# Mr. Robot
Mr. Robot američka je triler televizijska serija o Elliotu Aldersonu (Rami Malek), stručnjaku za računalnu sigurnost, koji pati od kliničke depresije i društvene anksioznosti. Aldersona regrutira insurekcijski anarhist poznat kao "Mr. Robot" (Christian Slater) u hakersko-aktivističku skupinu "fsociety". Skupina želi uništiti sve zapise o dugovima građana šifriranjem podataka najveće svjetske korporacije, E Corp.-a.
Prva epizoda premijerno je izdana 27. svibnja 2015. godine na nekolicini multimedijalnih mrežnih servisa. Prva sezona izdana je 24. lipnja 2015., a druga 13. srpnja 2016. godine na američkoj televizijskoj mreži USA Network. Treća sezona izdana je 11. listopada 2017. godine. U prosincu 2017. godine najavljena je četvrta sezona, a kasnije je potvrđeno da će to ujedno biti i posljednja sezona. Četvrta i posljednja sezona premijerno je izdana 6. listopada, a završila 22. prosinca 2019. godine.

## Vanjske poveznice
- Službene stranice  Arhivirana inačica izvorne stranice od 31. siječnja 2019. (Wayback Machine)
- Mr. Robot na IMDb-u